# Gauthier Navarro
Gauthier Navarro, né le 11 mars 2000, est un coureur cycliste français.

## Biographie
En 2019, il rejoint l'équipe continentale asiatique Interpro Cycling Academy dirigée par l'ancien coureur professionnel français Damien Garcia.

## Palmarès
- 2018
  - 3e étape du Tour de Gironde
  - 2e de La Bernaudeau Junior
- 2021
  - Champion de Bourgogne-Franche-Comté espoirs
- 2024
  - Bordeaux-Saintes
  - La Polysostranienne
  - Tour d'Erdre et Gesvres
  - Critérium de Bessan
  - Grand Prix de Beauchabrol
  - 2e du Grand Prix de Cintegabelle
  - 2e de La Durtorccha
  - 2e du Souvenir Duilio-Pregno
  - 2e du Grand Prix de Puy-l'Évêque
- 2025
  - 1re étape du Tour du Loiret
  - 2e épreuve du Tour du Piémont pyrénéen
  - 2e du Grand Prix d'Ouverture de Carlus
  - 2e du Grand Prix du Mont Pujols
  - 3e de Bordeaux-Saintes

## Classements mondiaux
| Année                                 | 2021  |
| ------------------------------------- | ----- |
| Classement mondial                    | 2718e |
| UCI Europe Tour                       | 1774e |
|                                       |       |
| Légende : nc = non classéSource : UCI |       |